# Huanal, Tila
Huanal är en ort i Mexiko.   Den ligger i kommunen Tila och delstaten Chiapas, i den sydöstra delen av landet, 700 km öster om huvudstaden Mexico City. Huanal ligger 101 meter över havet och antalet invånare är 302.
Terrängen runt Huanal är varierad. Runt Huanal är det ganska tätbefolkat, med 80 invånare per kvadratkilometer. Närmaste större samhälle är Álvaro Obregón, 3,9 km söder om Huanal. Trakten runt Huanal består till största delen av jordbruksmark.